# NGC 3011
NGC 3011 is een lensvormig sterrenstelsel in het sterrenbeeld Leeuw. Het hemelobject werd op 21 april 1886 ontdekt door de Amerikaanse astronoom Lewis A. Swift.

## Synoniemen
- UGC 5259
- KUG 0946+324
- MCG 5-23-38
- ZWG 152.69
- MK 409
- NPM1G +32.0219
- PGC 28259